# Waschsee (Feldberger Seenlandschaft)
Der Waschsee ist ein See in der Nähe des Dorfes Mechow (Gemeinde Feldberger Seenlandschaft) im Süden von Mecklenburg-Vorpommern. Er liegt am Rande des Naturschutzgebietes Krüselinsee und Mechowseen und besteht aus zwei Becken, dem kleineren Nordbecken und dem Südbecken. Oberirdisch ist er zu- und abflusslos, unterirdisch entwässert er über den nahe gelegenen Weutschsee.
Das Wasser des Sees ist nährstoffarm (mesotroph) und sehr klar (Sichttiefe über 3 m), die Badequalität wird als ausgezeichnet eingestuft. Am nördlichen und südöstlichen Ende des Nordbeckens befindet sich je eine Badestelle mit Steg. Der See ist durchgängig von Wald umgeben.
Die Länge des Sees beträgt 890 m, seine maximale Breite 300 m; Süd- und Nordbecken sind 16,5 bzw. 11 m tief.